# 江表伝
『江表伝』（こうひょうでん）は、西晋の虞溥が編纂した呉の歴史書である。『旧唐書』「経籍志」に「江表伝五巻、虞溥撰」とある。早く散逸したため、清の王仁俊が輯本（ただし1条を載せるのみ）を編し『玉函山房輯佚書補編』に収載されている。

## 概要
成立年代は明らかでないが、作者の虞溥は洛陽において死去したとの史書の記載があるため、虞溥の没年は永嘉の乱の洛陽失陥の永嘉5年（311年）以前で、『江表伝』の成立もこれ以前である可能性がある。南渡の後、虞溥の子の虞勃が元帝に『江表伝』を献上した。詔して秘書に蔵したという。
記載の範囲は孫堅の時代から孫晧の治世までに渡っている。個々の人物の伝記的な記述もあるものの、支配者である孫氏の事績が圧倒的に多いため、人物伝というよりは、孫呉政権の事績を編年体的に記述したか、個々の事件について紀事本末体的に記述したものである可能性がある。また、呉の支配者を「孫権」「孫晧」などと諱で呼び捨てている一方で、魏の支配者については「曹公」「魏文帝」など敬称で呼んでおり、孫呉政権を記述の対象としながら、正統な政権とは認めていない節がある。また、『太平御覧』・『史記正義』に引く逸文には烏江について地誌的に記述したものもある。いずれにせよ、逸文の収集すらまともに行われたことがないため、書物としての全容は全く不明である。
裴松之は、本書を「粗なれど条貫有り」と評している。